# Straßenradsport-Weltmeisterschaften 1953
Die Straßenradsport-Weltmeisterschaften 1953 fanden am 29. und 30. August 1953 in Lugano in der Schweiz statt.

## Renngeschehen
Am Sonntag, dem 30. August, nahmen 70 Berufsfahrer den Kampf um den Weltmeistertitel auf. Unter ihnen war der 33-jährige Italiener Fausto Coppi, der sich seit 1946 um das Regenbogentrikot bemüht hatte. Nun, nach sieben Jahren, gelang ihm endlich der Titelgewinn. Auf dem 15 Kilometer langen hügeligen Rundkurs von Lugano hatten die Profis 18 Runden zu bewältigen und hatten damit 270 Kilometer vor etwa 300.000 meist italienischen Zuschauern zu fahren.
Coppi, der in diesem Jahr auf die Tour de France verzichten musste (die Veranstalter hatten ihn aufgrund seiner Überlegenheit nicht eingeladen) setzte sich in der 14. Runde vom Feld ab, zusammen mit dem Belgier Germain Derycke. Beide hatten zeitweise einen Vorsprung von über sieben Minuten vor den Verfolgern. In der 18. Runde zog Coppi einen unwiderstehlichen Spurt an, dem der Belgier nicht folgen konnte. Derycke war zudem gehandicapt, da die italienischen Fans hinter Coppi die Rennpiste stürmten und ihn so daran hinderten, noch zu Coppi aufzuschließen. Er verlor auf den neuen Weltmeister noch sechs Minuten. Für seinen Sieg benötigte Coppi ein Stundenmittel von 35,2 km/h. Das Hauptfeld war inzwischen völlig auseinandergerissen worden, zwischen dem Dritten Stan Ockers aus Belgien und dem 16., dem Niederländer Thijs Roks, lagen mehr als sieben Minuten.
Auch der beste Deutsche Ludwig Hörmann hatte als 14. vierzehn Minuten Rückstand auf Coppi. Von den acht gestarteten deutschen Fahrern erreichte nur noch Valentin Petry als 21. das Ziel. Zu den 43 ausgeschiedenen Fahrern zählte auch der deutsche Titelverteidiger Heinz Müller.
Bei den Amateuren, die am ersten Tag der Weltmeisterschaften 180 Kilometer zu absolvieren hatten, wurde die Weltmeisterschaft zu einem Festival der italienischen und belgischen Fahrer. Während die Italiener mit Riccardo Filippi und Gastone Nencini einen Doppelerfolg an der Spitze feierten, konnten die Belgier zusammen mit Rik Van Looy als Drittem vier Aktive unter den Top 10 platzieren. Deutsche Amateure hatten mit dem Rennverlauf nichts zu tun. Filippi fuhr einen Stundendurchschnitt von 36 km/h.

## Ergebnisse

### Profis 30. August, 270 km
| Platz | Athlet               | Land | Zeit        |
| ----- | -------------------- | ---- | ----------- |
| 1     | Fausto Coppi         | ITA  | 7:30:59 h   |
| 2     | Germain Derycke      | BEL  | + 6:22 min  |
| 3     | Stan Ockers          | BEL  | + 7:33 min  |
| 4     | Michele Gismondi     | ITA  | + 7:34 min  |
| 5     | Nino Defilippis      | ITA  | + 9:11 min  |
| 6     | Charly Gaul          | LUX  | + 9:12 min  |
| 7     | Ferdy Kübler         | SUI  | + 12:57 min |
| 8     | Louison Bobet        | FRA  | + 12:57 min |
| 9     | Raphaël Géminiani    | FRA  | + 12:57 min |
| 10    | Marcel Ernzer        | LUX  | + 12:57 min |
| 11    | Martin Van Geneugden | BEL  | + 12:57 min |
| 12    | Pasquale Fornara     | ITA  | + 12:57 min |
| 13    | Wout Wagtmans        | NED  | + 12:57 min |
| 14    | Ludwig Hörmann       | GER  | + 14:38 min |

| Platz | Athlet            | Land | Zeit        |
| ----- | ----------------- | ---- | ----------- |
| 15    | Antonin Rolland   | FRA  | + 14:38 min |
| 16    | Thijs Roks        | NED  | + 14:44 min |
| 17    | André Darrigade   | FRA  | + 19:39 min |
| 18    | Albéric Schotte   | BEL  | + 19:39 min |
| 19    | Andrés Trobat     | ESP  | + 19:39 min |
| 20    | Gerrit Voorting   | NED  | + 19:47 min |
| 21    | Valentin Petry    | GER  | + 27:13 min |
| 22    | Francisco Masip   | ESP  | + 27:13 min |
| 23    | Bernardo Ruiz     | ESP  | + 27:13 min |
| 24    | Jesús Loroño      | ESP  | + 27:13 min |
| 25    | Adolphe Deledda   | FRA  | + 27:13 min |
| 26    | Vincenzo Rossello | ITA  | + 27:13 min |
| 27    | Dave Bedwell      | GBR  | + 28:55 min |

### Amateure, 29. August, 180 km
| Platz | Athlet              | Land | Zeit              |
| ----- | ------------------- | ---- | ----------------- |
| 1     | Riccardo Filippi    | ITA  | 4:59:19 h         |
| 2     | Gastone Nencini     | ITA  | 4:59:19 h         |
| 3     | Rik Van Looy        | BEL  | + 8 sec           |
| 4     | Michel Van Aerde    | BEL  | alle gleiche Zeit |
| 5     | André Noyelle       | BEL  | alle gleiche Zeit |
| 6     | Eluf Dalgaard       | DEN  | alle gleiche Zeit |
| 7     | François Gelhausen  | LUX  | alle gleiche Zeit |
| 8     | Emiel Van Cauter    | BEL  | alle gleiche Zeit |
| 9     | Piet van den Brekel | NED  | alle gleiche Zeit |
| 10    | Attilio Moresi      | SUI  | alle gleiche Zeit |
| 0 …   |                     |      |                   |
| 45    | Lajos Szabó         | HUN  | + 19:27 min       |